# August Bach (Pädagoge)
August Bach (* 3. Juli 1869 in Neuburg, Gemeinde Mammern; † 2. Dezember 1950 in Kefikon; heimatberechtigt in Weinfelden) war ein Schweizer Pädagoge.

## Leben
August Bach kam am 3. Juli 1869 in Mammern-Neuburg als Sohn des Bauern Bernhard Bach zur Welt. Er absolvierte eine Ausbildung zum Primarlehrer am kantonalen Lehrerseminar in Kreuzlingen, anschliessend leistete er Schuldienst an Oberschulen in Wagenhausen, Stein am Rhein und von 1896 bis 1906 in Müllheim. In der Folge erwarb Bach das Schloss Kefikon, wo er gemeinsam mit seiner Frau ein Landerziehungsheim aufbaute.
Ab dem Jahr 1906 versuchte Bach als Schulinspektor des Kantons Thurgau die in der Privatschule erprobte Unterrichtsmethode auf die staatliche Schule zu übertragen, insbesondere im Bereich des Handarbeits- und Werkunterrichts für Knaben. Er entwickelte Lehr- und Veranschaulichungsmittel sowie Experimentiergeräte für das selbstständige Lernen, die in Lehrerfortbildungskursen im Landerziehungsheim verbreitet wurden. Zudem agierte August Bach als Gründer und langjähriger Präsident der kantonalen Sektion des Schweizerischen Vereins für Handarbeit und Schulreform.
August Bach, der mit Rosalia geborene Halter verheiratet war, starb am 2. Dezember 1950 im 82. Lebensjahr in Kefikon.